# Цвішберген
Цвішберген (нім. Zwischbergen) — громада  в Швейцарії в кантоні Вале, округ Бріг.

## Географія
Громада розташована на відстані близько 105 км на південний схід від Берна, 60 км на схід від Сьйона.
Цвішберген має площу 86 км², з яких на 0,4% дозволяється будівництво (житлове та будівництво доріг), 11,3% використовуються в сільськогосподарських цілях, 28,7% зайнято лісами, 59,7% не є продуктивними (річки, льодовики або гори).

## Демографія
2019 року в громаді мешкало 74 особи (-7,5% порівняно з 2010 роком), іноземців було 27%. Густота населення становила 1 осіб/км².
За віковим діапазоном населення розподілялося таким чином: 2,7% — особи молодші 20 років, 81,1% — особи у віці 20—64 років, 16,2% — особи у віці 65 років та старші. Було 44 помешкань (у середньому 1,7 особи в помешканні).